# Strikeforce: Miami
Strikeforce: Miami（ストライクフォース：マイアミ）は、アメリカ合衆国の総合格闘技団体「Strikeforce」の大会の一つ。2010年1月30日、フロリダ州サンライズのバンクアトランティック・センターで開催された。
大会では、クリスチャン・サイボーグとマルース・クーネンによる女子ミドル級（-66kg）タイトルマッチが行われるとともに、メインイベントでニック・ディアスとマリウス・ザロムスキーによる、初代Strikeforce世界ウェルター級王座決定戦が行われた。

## 大会概要
第10試合のStrikeforce女子ミドル級タイトルマッチでは、サイボーグがクーネンをパウンドによるTKOで降し、王座の初防衛に成功した。メインイベントのStrikeforce世界ウェルター級王座決定戦では、ディアスがDREAMウェルター級王者ザロムスキーをショートフックによるTKOで破り、初代王座を獲得した。
その他、元NFL選手のハーシェル・ウォーカーが47歳で総合格闘技に初挑戦し、グレッグ・ナージにTKO勝利を収めた。Strikeforce初出場のメルヴィン・マヌーフはロビー・ローラーにKOで敗れた。
第6試合のジョー・リッグス対ジェイ・ヒエロンの試合のみEAスポーツによってオンラインで無料生中継された。

## 試合結果

### プレリミナリィカード
第1試合 ウェルター級 5分3R
○  ジョン・ケリー vs.  サバー・オマシ ×
2R 2:48 チョークスリーパー
第2試合 ウェルター級 5分3R
○  ヘイダー・ハッサン vs.  ライアン・キーナン ×
2R 2:42 KO（左フック）
第3試合 フェザー級 5分3R
○  パブロ・アルフォンソ vs.  マルコ・ダ・マッタ ×
1R 1:47 腕ひしぎ十字固め
第4試合 ライト級 5分3R
○  デビッド・ゴメス vs.  クレイグ・オックスリー ×
3R終了 判定3-0（30-27、30-27、30-27）
第5試合 ウェルター級 5分3R
○  ジョー・レイ vs.  ジョン・クラーク ×
1R 3:14 TKO（レフェリーストップ：マウントパンチ）

### EAスポーツ中継カード
第6試合 ウェルター級 5分3R
○  ジェイ・ヒエロン vs.  ジョー・リッグス ×
3R終了 判定3-0（29-28、30-27、30-27）

### メインカード
第7試合 ヘビー級 5分3R
○  ボビー・ラシュリー vs.  ウェス・シムズ ×
1R 2:06 TKO（レフェリーストップ：パウンド）
第8試合 ミドル級 5分3R
○  ロビー・ローラー vs.  メルヴィン・マヌーフ ×
1R 3:33 KO（右フック→パウンド）
第9試合 ヘビー級 5分3R
○  ハーシェル・ウォーカー vs.  グレッグ・ナージ ×
3R 2:17 TKO（レフェリーストップ：パウンド）
第10試合 Strikeforce女子ミドル級タイトルマッチ 5分5R
○  クリスチャン・サイボーグ vs.  マルース・クーネン ×
3R 3:40 TKO（レフェリーストップ：パウンド）
※サイボーグが王座の初防衛に成功。
第11試合 Strikeforce世界ウェルター級王座決定戦 5分5R
○  ニック・ディアス vs.  マリウス・ザロムスキー ×
1R 4:38 TKO（レフェリーストップ：右フック）
※ディアスが王座獲得に成功。

### ポストTVカード
第12試合 ウェルター級 5分3R
○  マイケル・バーンズ vs.  デビッド・ジトニック ×
3R終了 判定2-0（29-29、30-27、30-27）